# Caridonax fulgidus
Caridonax fulgidus là một loài chim trong chi đơn loài Caridonax, thuộc họ Alcedinidae.